# Po-lin. Okruchy pamięci
Po-lin. Okruchy pamięci – polsko-niemiecki film dokumentalny z 2008 roku w reżyserii Jolanty Dylewskiej, poświęcony Żydom w II RP. W filmie wykorzystano amatorskie filmy wykonane przez emigrantów ze Stanów Zjednoczonych odwiedzających Polskę. W wersji polskiej lektorem jest Piotr Fronczewski, w niemieckiej – Hanna Schygulla.
Zdjęcia wykorzystane w filmie pochodzą z wielu miejscowości na terenie dzisiejszej Polski (m.in. łódzkie Bałuty, krakowski Kazimierz, Sejny, Sokołów Małopolski, Gąbin, Kolbuszowa, Sędziszów Małopolski, Zaręby Kościelne, Tyszowce, Kałuszyn, Kurów, Tykocin), Białorusi (Nowogródek, Słonim) i Ukrainy (Bolechów).